# Eleazor Rodgers
Eleazor Rodgers (22 januari 1985) Is een Zuid-Afrikaanse voetballer die voetbalt bij Cape Town Santos uit Zuid-Afrika. Hij speelt ook voor het Zuid-Afrikaans voetbalelftal. Rodgers is aanvaller. In zijn eerste seizoen wist hij meteen indruk te maken.
| seizoen     | club             | land        | competitie            | wed. | goals |
| ----------- | ---------------- | ----------- | --------------------- | ---- | ----- |
| 2006/07     | Cape Town Santos | Zuid-Afrika | Premier Soccer League | 27   | 5     |
| 2007/08     | Cape Town Santos | Zuid-Afrika | Premier Soccer League | 30   | 9     |
| 2008/09     | Cape Town Santos | Zuid-Afrika | Premier Soccer League |      |       |
| Bijgewerkt: | 07-07-2008       |             | Totaal                | 57   | 14    |